# Alexander Iwanowitsch Tschuprow
Alexander Iwanowitsch Tschuprow, russisch Александр Иванович Чупров, englische Transkription Alexander Ivanovich Chuprov  (* 6. Februar 1842 in Mossalsk; † 24. Februar 1908 in München) war ein russischer Ökonom und Statistiker.

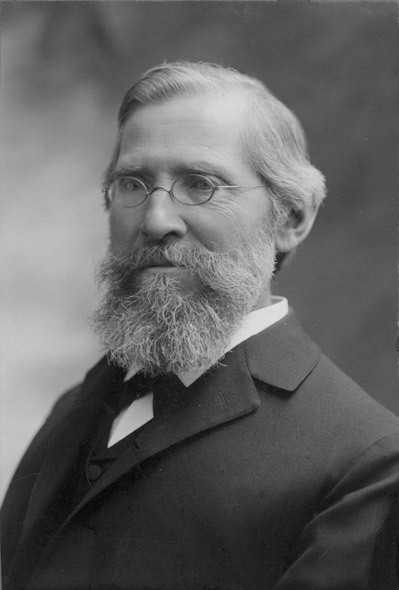
Alexander Iwanowitsch Tschuprow

Er war der Sohn eines orthodoxen Priesters und studierte Jura in Moskau. Dabei begann er sich für die Arbeit des deutschen Nationalökonomen Wilhelm Roscher zu interessieren. Zu seinen Lehrern in Moskau gehörte Iwan Kondratjewitsch Babst. 1869 gründete er die Gesellschaft zur Verbreitung technischen Wissens in Moskau. Er studierte das Eisenbahnwesen in Russland auf statistischer Grundlage und erhielt 1872 die Gelegenheit, in Deutschland (Leipzig, München, Heidelberg) und Wien sein Studium fortzusetzen. 1875 verteidigte er seine Magisterarbeit über Eisenbahnwesen in Russland, wobei das Akademie-Mitglied Iwan Iwanowitsch Janschul der offizielle erste Opponent war. Mit dem zweiten Teil der Arbeit wurde er 1878 zum Doktor der Wissenschaften promoviert. Er wurde Professor in Moskau. 1899 ging er aus Gesundheitsgründen ins Ausland und starb 1908 in München an einem Herzinfarkt.
Tschuprow war die treibende Kraft hinter statistischen Erhebungen für die Provinzverwaltungen (Semstwo) in Russland. Dabei untersuchte er besonders den russischen Bauernstand.
1887 wurde er korrespondierendes Mitglied der Russischen Akademie der Wissenschaften.
Sein Sohn Alexander Alexandrowitsch Tschuprow war ebenfalls ein bekannter Statistiker und Ökonom, der gelegentlich mit dem Vater verwechselt wurde.